# Easton (Pennsylvania)
Easton ist eine City in und Sitz der Countyverwaltung von Northampton County, Pennsylvania in den Vereinigten Staaten. Das U.S. Census Bureau hat bei der Volkszählung 2020 eine Einwohnerzahl von 28.127 ermittelt.

## Geographie
Easton liegt am Zufluss des Lehigh River in den Delaware River je etwa 100 Kilometer nördlich von Philadelphia und westlich von New York City. Zusammen mit Allentown und Bethlehem bildet Easton die Allentown-Bethlehem-Easton-Metropolitan-Area.

## Geschichte
Die ab 1739 niedergelassenen Siedler gründeten 1752 den Ort unter seinem heutigen Namen. Bereits 1758 wurde hier ein Friedensvertrag mit dem Indianerstamm der Lenni Lenape geschlossen.

## Geologie
1904 wurde am Chestnut Hill das nach dem Ort benannte Mineral Eastonit entdeckt.

## Wirtschaft
Landwirtschaftlich prägt das Weinbaugebiet Lehigh Valley AVA die Region.
Der international tätige Rohrkupplungssystem-Hersteller Victaulic hat hier seinen Sitz.
Im Ort befindet sich das Lafayette College.

## Persönlichkeiten

### Söhne und Töchter der Stadt
- Henry Deringer (1786–1868), Büchsenmacher
- David Douglas Wagener (1792–1860), Politiker und Vertreter von Pennsylvania im US-Repräsentantenhaus
- John Magee (1794–1868), Politiker und Vertreter von Pennsylvania im US-Repräsentantenhaus
- Peter Ihrie (1796–1871), Politiker und Vertreter von Pennsylvania im US-Repräsentantenhaus
- Charles Sitgreaves (1803–1878), Politiker und Vertreter von New Jersey im US-Repräsentantenhaus
- Samuel D. Gross (1805–1884), Pathologischer Anatom und Chirurg
- Thomas Ross (1806–1865), Politiker und Vertreter von Pennsylvania im US-Repräsentantenhaus
- Andrew Horatio Reeder (1807–1864), Politiker und erster Gouverneur des Kansas-Territoriums
- William Findlay Rogers (1820–1899), Politiker und Vertreter von Pennsylvania im US-Repräsentantenhaus
- C. Meyer Zulick (1839–1926), Politiker und Gouverneur des Arizona-Territoriums
- William Sebring Kirkpatrick (1844–1932), Politiker und Vertreter von  Pennsylvania im US-Repräsentantenhaus
- Clara Southmayd Ludlow (1852–1924), Entomologin
- Samuel Wallin (1856–1917), Politiker und Vertreter von Pennsylvania im US-Repräsentantenhaus
- Jefferson Davis Brodhead (1859–1920), Politiker und Vertreter von Pennsylvania im US-Repräsentantenhaus
- Howard Mutchler (1859–1916), Politiker und Vertreter von Pennsylvania im US-Repräsentantenhaus
- James McKeen Cattell (1860–1944), Psychologe
- Henry Joseph Steele (1860–1933), Politiker und Vertreter von Pennsylvania im US-Repräsentantenhaus
- Peyton C. March (1864–1955), General und der 9. Chief of Staff of the Army
- Edward W. Curley (1873–1940), Politiker und Vertreter von Pennsylvania im US-Repräsentantenhaus
- Susan Miller Rambo (1883–1977), Mathematikerin und Hochschullehrerin
- William Huntington Kirkpatrick (1885–1970), Jurist und Politiker, Vertreter von Pennsylvania im US-Repräsentantenhaus und Bundesrichter
- Kathryn E. Granahan (1894–1979), Politikerin, Vertreterin von Pennsylvania im US-Repräsentantenhaus und Treasurer of the United States
- Francis Eugene Walter (1894–1963), Politiker und Vertreter von  Pennsylvania im US-Repräsentantenhaus
- Florence B. Seibert (1897–1991), Biochemikerin und Hochschullehrerin
- Helen Beebe (1908–1989), Pädagogin und Pionierin der auditiv-verbalen Erziehung
- Robert B. Meyner (1908–1990), Politiker und Gouverneur von New Jersey
- Ernest Edward Williams (1914–1998), Herpetologe
- Michael F. Flynn (1947–2023), Science-Fiction-Autor
- John C. Martin (1951–2021), Manager, Chemieingenieur und Multimillionär
- Leonard Lance (* 1952), Politiker und Vertreter von New Jersey im US-Repräsentantenhaus
- Dennis P. Curran (* 1953), Chemiker
- David A. Tirrell (* 1953), Chemiker und Chemieingenieur
- David Zippel (* 1954), Musical-Theatertexter
- Jack Coleman (* 1958), Schauspieler
- Alfred Schlert (* 1961), Geistlicher und römisch-katholischer Bischof von Allentown
- J. Robert Lennon (* 1970), Roman- und Kurzgeschichtenautor, Musiker und Komponist
- Lisa Ann (* 1972), Pornodarstellerin
- Omar Doom (* 1976), Schauspieler
- Randall Munroe (* 1984), Comicautor und ehemaliger NASA-Robotiker

### Persönlichkeiten mit Bezug zur Stadt
- George Taylor (1716–1781), Gründervater
- Henry Detwiller (1795–1887), Mediziner, Chirurg, Homöopath und Botaniker
- Larry Holmes (* 1949), Boxer